# Andrena leucofimbriata
Andrena leucofimbriata är en biart som beskrevs av Xu och Osamu Tadauchi 1995. Andrena leucofimbriata ingår i släktet sandbin, och familjen grävbin. Inga underarter finns listade i Catalogue of Life.